# Digital Audio Broadcasting in Italien

Logo Digital Audio Broadcasting

Logo Digital Radio für Radioübertragung nach DAB-Standard

Dieser Artikel behandelt den Digital Audio Broadcasting (DAB+) in Italien. Entwickelt wurde DAB im Eureka-147-Projekt der EU in den Jahren 1987 bis 2000. Der DAB-Standard ist unter dem Code EN 300 401 online von der europäischen Standardisierungsorganisation ETSI erhältlich.
In Italien treiben vor allem die Privatsender den DAB+-Ausbau in den Großräumen voran. In Norditalien gibt es einen beinahe flächendeckenden Empfang von DAB+, besonders in Südtirol, im Trentino, in Venetien und der Lombardei. Dagegen werden in Süditalien noch Gebiete von DAB+ nicht abgedeckt. In Italien treibt vor allem RTL 102.5 mit Radio Italia und dem portugiesischen Radiosender Orbital den DAB+-Ausbau voran. Die RAI hingegen deckt nur die Ballungsräume mit DAB+ ab. Ausnahme ist Südtirol.
Im Großraum Rom ist der Ausbau mit Südtirol vergleichbar.

## Landesweite Multiplexe
| Kanal | Frequenz    | Multiplex                      | Programme | Standorte (Gleichwellennetz) |
| ----- | ----------- | ------------------------------ | --- | --- |
| 12A   | 223,936 MHz | EuroDAB Italia                 | - BBC World Service - Radio Freccia - Radio Italia SMI - Radio Italia Trend - Radio KISSKISS - Radio Monte Carlo - Radio Padania - Radio Subasio - Radio Vaticana - RTL 102.5 - Virgin Radio                           | - Abruzzen (Bussi sul Tirino, Montorio, Ortona dei Marsi, Pescara, Roccamorice, Teramo) - Lombardei Süd (Brescia, Ponteranica, Sulzano, Villanuova sul Clisi) - Sardinien (Sinnai) - Sizilien (Alcamo, Belmonte Mezzagno, Carini, Castellana Sicula, Erice, Palermo, Reitano) |
| 12B   | 225,648 MHz | DAB+ RAI                       | - Rai GR Parlamento - Rai Isoradio - Rai Radio 1 - Rai Radio 1 Sport - Rai Radio 2 - Rai Radio 2 Indie - Rai Radio 3 - Rai Radio 3 Classica - Rai Radio Kids - Rai Radio Live - Rai Radio Techetè - Rai Tutta Italiana | - Aostatal (Gressan, Saint Vincent) - Emilia-Romagna (Bologna, Monzuno, San Benedetto, Viano) - Lombardei (Caprino Bergamasco, Como, Luvinate, Mailand) - Sardinien (Santu Lussurgiu) - Venetien (Caprino Veronese, Velo Veronese, Verona)                                    |
| 12C   | 227,360 MHz | DAB Italia                     | - Radio 24 - Radio 105 - Radio Capital - Radio Capital Funky - Radio Deejay - Radio Dimensione Suono - Radio m2o - Radio m2o Dance - Radio Maria - Radio Radicale - RDS Relax                                          | - Abruzzen (Bussi sul Tirino, Pescara) - Lombardei (Caprino Bergamasco, Como, Luvinate, Mailand, Stresa) - Sardinien (Sinnai) |
| 12D   | 229,072 MHz | EuroDAB Italia (nur Lombardei) | - BBC World Service - Radio Freccia - Radio Italia SMI - Radio Italia Trend - Radio KISSKISS - Radio Monte Carlo - Radio Padania - Radio Subasio - Radio Vaticana - RTL 102.5 - Virgin Radio                           | - Lombardei Nord (Caprino Bergamasco, Mailand, Varese) |
| 12D   | 229,072 MHz | DAB+ RAI (nur Venetien)        | - Rai GR Parlamento - Rai Isoradio - Rai Radio 1 - Rai Radio 1 Sport - Rai Radio 2 - Rai Radio 2 Indie - Rai Radio 3 - Rai Radio 3 Classica - Rai Radio Kids - Rai Radio Live - Rai Radio Techetè - Rai Tutta Italiana | - Venetien (Aviano, Caprino Veronese, Montebello, Monte Venda, Trieste, Venedig) |

## Regionale Multiplexe

### Kampanien
| Kanal | Frequenz    | Multiplex        | Programme | Standorte (Gleichwellennetz)       |
| ----- | ----------- | ---------------- | --- | ---------------------------------- |
| 10B   | 211,648 MHz | Digitale Nap Cas | - Azzurra - New Radio Network - Punto Nuovo - Quinta Rete - Radio Antenna Verde - Radio Bussola 24 - Radio CRC - Radio Marte - Radio Marte 2 - Radio Punto Zero - RVS | - Kampanien (Neapel)               |
| 10D   | 215,072 MHz | C.R.DAB Campania | - GLOBO - Radio Alfa - Radio Antenna 1 - Radio Antenna 2 - Radio Buon Consiglio - Radio Fontel - Radio Ibiza - Radio Jeans - Radio Kemonia - Radio KK Italia - Radio KK Latina - Radio KK Napoli - Radio Kolbe - Radio Mi Vida - Radio Napoli - Radio Norma - Radio Sportiva - Radio + - RCS Network - The Coast FM - Yacht | - Kampanien (Castellamare, Neapel) |

### Piemont
| Kanal | Frequenz    | Multiplex       | Programme | Standorte (Gleichwellennetz) |
| ----- | ----------- | --------------- | --- | ---------------------------- |
| 10D   | 215,072 MHz | CR DAB Piemonte | - Dimensione Suono Soft - Discoradio - Energy Radio - GRP - Jukebox - Nostalgia - OneDance - Radio 4 You - Radio Alfa - Radio Blackout - Radio Cafe - Radio Italia Anni 60 - Radio News 24 - Radio Number 1 - Radio Sportiva - Radio Studio + - Radio Zeta - Stereocittà - Studio Aperto - Radio Company | - Piemont (Corio, La Morra)  |

### Südtirol
| Kanal | Frequenz    | Multiplex           | Programme | Standorte (Gleichwellennetz)                                                                                 |
| ----- | ----------- | ------------------- | --- | --- |
| 10B   | 211,648 MHz | RAS1 DAB            | - BR24 - Bayern 3 - BR-Klassik - Deutschlandfunk Kultur - KiRaKa - Rai Radio 1 - Rai Radio 2 - Rai Radio 3 - Rai Südtirol - Swiss Classic - Radio Swiss Pop                                                                     | - Südtirol (Brenner, Brixen, Hühnerspiel, Kronplatz, Meran, Penegal, Plose, Sterzing) - Trentino (Paganella) |
| 10C   | 213,360 MHz | DABMEDIA (Südtirol) | - Die Antenne - ERF Südtirol - Radio 2000 - Radio Dolomiti - Radio Edelweiss - Radio Gherdëina Dolomites - Radio Grüne Welle - Radio Holiday - Radio Maria - Radio Sacra Famiglia - Radio Tirol - Stadtradio Meran - Südtirol 1 | - Südtirol (Brixen, Hühnerspiel, Kronplatz, Meran, Penegal, Plose, Sterzing)                                 |
| 10D   | 215,072 MHz | RAS2 DAB            | - Bayern 1 - Bayern 2 - BR Heimat - Deutschlandfunk Nova - FM4 - Ö1 - Ö2 Tirol - Ö3 - Radio Rumantsch - Rete Due - Swiss Jazz                                                                                                   | - Südtirol (Brenner, Brixen, Hühnerspiel, Kronplatz, Meran, Penegal, Plose, Sterzing) - Trentino (Paganella) |

Seit Ende 2009, Anfang 2010 werden von der Rundfunk-Anstalt Südtirol (RAS) sowie zweier privater Konsortien und auch der RAI (Radiotelevisione Italiana) über 55 Hörfunkprogramme fast landesweit ausgestrahlt. Zahlreiche weitere Hörfunkprogramme aus dem Trentino sind im Großraum Bozen auch noch empfangbar.
Am 31. Jänner 2017 wechselte die RAS komplett von DAB auf DAB+.
Seit 15. Oktober 2014 wird das Ensemble "DABMEDIA" im Standard DAB+ und auf Block 10C ausgestrahlt. (Ehemals Block 13A in DAB.) Gesendet wird von 7 Standorten für nahezu ganz Südtirol.
Auf Block 12C sendet ebenfalls entlang der Brennerautobahn A22 und in Meran (wie auch in anderen Teilen Italiens) das Ensemble von „Club DAB Italia“, das ausschließlich aus italienischsprachigen Programmen in DAB+ besteht. Auch im Trentino und Veneto wurden entlang der A22 seit Dezember 2012 mehrere Sendeanlagen errichtet.
Bis März 2013 hat die RAS auch einen Sender im L-Band betrieben, um die Ausbreitungseigenschaften dieses Frequenzbandes zu untersuchen. Der Sender befand sich am Hauptstandort Penegal und versorgte den Großraum Bozen (ca. 26 Prozent der Bevölkerung). Die Programmbelegung war provisorisch, die dort eingesetzten Programme wurden in das VHF-Band verschoben und senden nun über Block 10B.
Im Raum Bozen kann man unter Umständen bereits zusätzlich Programme aus dem Trentino empfangen, die über die Sendeanlage Paganella auf Block 10A und Block 12D senden.
Der besondere Umstand der RAS, einen Sender nahe des Brenners zu betreiben, ermöglicht im Tiroler Wipptal bis Innsbruck auch ORF Programme in DAB+ zu empfangen. Der ORF betreibt in Österreich derzeit keine Aussendungen via DAB+.

### Toskana
| Kanal | Frequenz    | Multiplex          | Programme | Standorte (Gleichwellennetz)               |
| ----- | ----------- | ------------------ | --- | ------------------------------------------ |
| 11B   | 218,640 MHz | Toscana DAB        | - Lady Radio - Radio Bruno - Radio Bruno Firenze - Radio Effe - Radio Etruria - Radio Lady - Radio Sei Sei - Radio Sieve - Radio Stella - Radio Studio Delta - RDF 102.7 - RVS | - Toskana (Florenz)                        |
| 11C   | 220,352 MHz | Radio Digi Toscana | - Antenna Radio Esse - CONTRO Radio - Mia Radio - Novaradio - Radio Firenze - Radio Fly - Radio Incontri Blu - Radio Siena - Radio Sportiva - Radio Toscana - Rosa Radio       | - Toskana (Florenz)                        |
| 11D   | 222,064 MHz | CR DAB TOSCANA     | - Radio Mater - Radio Nostalgia - Radio Stop - Radio Toscana Classica - Radio Zeta - RDS Roma - RDS Soft - RMC Sport                                                           | - Toskana (Castellina in Chianti, Florenz) |

### Trentino
| Kanal | Frequenz    | Multiplex     | Programme | Standorte (Gleichwellennetz)                                        |
| ----- | ----------- | ------------- | --- | ------------------------------------------------------------------- |
| 10A   | 209,936 MHz | Trentino DAB1 | - Radio 80 Forever - Radio Anaunia - Radio DIGI 1 - Radio Dolomiti - Radio Italia Anni 60 - Radio NBC - Radio Tirol - RTT Trentino - Südtirol 1     | - Trentino (Paganella)                                              |
| 12D   | 229,072 MHz | DAB+ TAA      | - Radio Birikina - Radio Delta - Radio Mater - Radio Number 1 - Radio Sound 95 - Radio Stella FM - Radio Studio+ - Radio Valbelluna - Radio Viva FM | - Südtirol (Penegal) - Trentino (Avio, Paganella, Rovereto, Trento) |

### Umbrien
| Kanal | Frequenz    | Multiplex       | Programme | Standorte (Gleichwellennetz)           |
| ----- | ----------- | --------------- | --- | -------------------------------------- |
| 10A   | 209,936 MHz | Umbria DAB      | - Dimensione Suono Roma - Energy Radio - ERREVUTI - Radio Delta - Radio Gente - Radio Italia 5 - Radio Linea - Radio OndaLibera - Radio Orte - Radio Tiferno 1 - Radio TNA - RNA Power - RGM - Umbria Radio | - Umbrien (Giano dell’Umbria, Narni)   |
| 10C   | 213,360 MHz | RADIODIG Umbria | - DOT Radio - MaxRadio Classic - Radio Blu - Radio Galileo - Radio Studio Delta - Simply Radio | - Umbrien (Giano dell’Umbria, Perugia) |

### Vatikanstadt
| Kanal | Frequenz    | Multiplex    | Programme                                                                               | Standorte (Gleichwellennetz)          |
| ----- | ----------- | ------------ | --------------------------------------------------------------------------------------- | ------------------------------------- |
| 12D   | 229,072 MHz | DAB Vaticano | - Radio Vaticana - Radio Vaticana Europa - Radio Vaticana Italia - Radio Vaticana World | - Latium (Santa Maria) - Vatikanstadt |